# Kanton La Côte-Saint-André
La Côte-Saint-André ist ein ehemaliger, bis 2015 bestehender französischer Wahlkreis im Arrondissement Vienne, im Département Isère und in der Region Rhône-Alpes. Vertreter im conseil général des Départements war zuletzt Jean-Pierre Barbier (UMP).
Der Kanton umfasste Wahlberechtigte aus 16 Gemeinden: 
| Gemeinde                 | Einwohner Jahr | Fläche km² | Bevölkerungsdichte | Code INSEE | Postleitzahl |
| ------------------------ | -------------- | ---------- | ------------------ | ---------- | ------------ |
| Arzay                    | 220 (2013)     | 9,79       | 22 Einw./km²       | 38016      | 38260        |
| Balbins                  | 407 (2013)     | 7,26       | 56 Einw./km²       | 38025      | 38260        |
| Bossieu                  | 260 (2013)     | 13,48      | 19 Einw./km²       | 38049      | 38260        |
| Champier                 | 1331 (2013)    | 14,43      | 92 Einw./km²       | 38069      | 38260        |
| Commelle                 | 876 (2013)     | 14,04      | 62 Einw./km²       | 38121      | 38260        |
| La Côte-Saint-André      | 4788 (2013)    | 27,93      | 171 Einw./km²      | 38130      | 38260        |
| Faramans                 | 980 (2013)     | 10,79      | 91 Einw./km²       | 38161      | 38260        |
| Gillonnay                | 989 (2013)     | 14,29      | 69 Einw./km²       | 38180      | 38260        |
| Mottier                  | 687 (2013)     | 10,72      | 64 Einw./km²       | 38267      | 38260        |
| Nantoin                  | 453 (2013)     | 9,5        | 48 Einw./km²       | 38274      | 38260        |
| Ornacieux                | 399 (2013)     | 4,89       | 82 Einw./km²       | 38284      | 38260        |
| Pajay                    | 1117 (2013)    | 14,32      | 78 Einw./km²       | 38291      | 38260        |
| Penol                    | 331 (2013)     | 12,16      | 27 Einw./km²       | 38300      | 38260        |
| Saint-Hilaire-de-la-Côte | 1416 (2013)    | 13,75      | 103 Einw./km²      | 38393      | 38260        |
| Sardieu                  | 1066 (2013)    | 11,2       | 95 Einw./km²       | 38473      | 38260        |
| Semons                   | 364 (2013)     | 10,55      | 35 Einw./km²       | 38479      | 38260        |